# Ливовска Хута
Ливовска Хута (слч. Livovská Huta) насељено је мјесто са административним статусом сеоске општине (слч. obec) у округу Бардјејов, у Прешовском крају, Словачка Република.

## Становништво
| Година:    | 1994. | 2004.   | 2014.    | 2024.    |
| ---------- | ----- | ------- | -------- | -------- |
| Број људи: | 59    | 54      | 45       | 37       |
| Разлика:   |       | -8,47 % | -16,66 % | -17,77 % |

| Година:    | 2023. | 2024.   |
| ---------- | ----- | ------- |
| Број људи: | 38    | 37      |
| Разлика:   |       | -2,63 % |

Према подацима о броју становника из 2024. године насеље је имало 37 становника.